# Півтораденцівка
Півтораденці́вка — різновид денцівки, де подвоєні дві денцівки. Грається на одному стволі, а другий використовується для грання бурдонного супроводу.
Бурдон грає в тоніку або в терцію до мелодійної денцівки.
За повідомленням Б. Яремка, на Путильщині півтораденцівка зветься близьнівкою. Довжина трубки основної 360—404 мм, діаметр 11 мм. Звукоряд діатонічний діапазон 2,5 октави, що створюється прямою і вилковою аплікатурою та октавно-квінтовим передуванням.